# 大喇叭杜鹃
大喇叭杜鹃（学名：Rhododendron excellens），为杜鹃花科杜鹃花属下的一个植物种。